# Marie-Elena John
Marie-Elena John (n. 1963 - ...) este o scriitoare din Antigua și Barbuda.